# Os Replicantes
Os Replicantes é uma banda brasileira de punk rock, formada na cidade de Porto Alegre em 1983.

## Origem do nome
O nome da banda Os Replicantes é uma referência aos androides do filme Blade Runner (1982) de Ridley Scott, no qual os replicantes do filme eram muito parecidos com os seres humanos, porém mais fortes e ágeis.

## História

### 1984: Início da carreira
Em 16 de maio de 1984, com Wander Wildner (vocal), Cláudio Heinz (guitarra), Heron Heinz (baixo) e Carlos Gerbase (bateria), a banda se apresentou profissionalmente pela primeira vez, no Bar Ocidente, em Porto Alegre. Em 1984, gravam a música Nicotina num estúdio de jingle, de quatro canais, com a ajuda do produtor musical Carlos Eduardo Miranda. Levaram a música para a recém criada Ipanema FM, que a incluiu na programação. Em 1985 eles passam a fazer mais shows, gravam um videoclipe de "Nicotina", o primeiro da história do rock gaúcho, e resolvem gravar seu primeiro disco: um compacto duplo (vinil) com quatro músicas: "Nicotina", "Rockstar", "O Futuro é Vórtex" e "Surfista Calhorda". O disco é distribuído pelo selo Vórtex, dos próprios Replicantes. De forma independente, o compacto chega em várias cidades brasileiras e vende duas mil cópias. Até 2006, gravaram dez discos, duas fitas de vídeo, um DVD e fizeram duas turnês pela Europa.

### 1986-1987: Reconhecimento nacional
Na sequência fazem um videoclipe para "Surfista Calhorda" e são convidados a participar da coletânea Rock Garagem, com a música "O Princípio do Nada". Em 1986 assinam contrato com a gravadora RCA (depois BMG), e gravam o LP O Futuro é Vórtex, em São Paulo. As músicas "Surfista Calhorda" e "A Verdadeira Corrida Espacial" saem na coletânea Rock Grande do Sul, que traz as bandas DeFalla, Engenheiros do Hawaii, Garotos da Rua e TNT. "Surfista Calhorda" tem boa aceitação nas rádios de todo país e logo se torna um hit. O segundo disco, lançado em 1987, também pela BMG, é Histórias de Sexo e Violência, outro clássico, e o mais icônico da banda, com "Chernobil", "Sandina", "África do Sul", "Mistérios da Sexualidade Humana", "Adúltera" (censurada), "Sexo & Violência", "Astronauta", "Festa Punk", "Tom & Jerry" e "Mentira" compondo um dos álbuns brasileiros de punk rock mais representativos da história. Nesta época fazem uma série de shows em São Paulo, tocando ao lado de outras bandas do cenário da época, como o Plebe Rude, Cólera, Garotos Podres e 365. Lançam o primeiro vídeo da música brasileira em locadoras, a fita VHS Os Replicantes em Vórtex, com videoclipes e shows da época.

### 1989-1991: Nova fase
Em 1989, lançam o quarto disco, terceiro pela BMG, o também Papel de Mau, com Luciana Tomasi (produtora da banda desde o início) nos teclados e vocais de apoio. Após dois shows de lançamento, Wander Wildner sai da banda. O baterista Carlos Gerbase torna-se o vocalista dos Replicantes e chamam Cleber Andrade para a vaga na bateria. Em  1991, com o amigo e saxofonista King Jim gravam o quinto disco, o vinil Andróides Sonham com Guitarras Elétricas, lançado pela Vórtex. Seguem fazendo shows e videoclipes. Pouco tempo depois o amigo e na época produtor da banda, Cléber Andrade, também baterista dos Cobaias, assume as baquetas dos Replicantes.

### 2002-2006: Retorno de Wander Wildner e turnê na Europa
Em 2002, Carlos Gerbase sai dos Replicantes. Wander Wildner reassume os vocais, num show no Bar Ocidente, em maio, no aniversário de dezoito anos da banda. Em abril de 2003, lançam o CD Go Ahead, e em maio vão para a Europa em sua primeira tour internacional, fazendo 24 shows em 27 dias. O registro dessa turnê sai em janeiro de 2006, no DVD Go Ahead: A Primeira Tour na Europa a Gente Nunca Esquece. Em maio de 2006 voltam para a Europa na tour Old School Veterans Braziliasta.

### 2006-2012: Os primeiros lançamentos com Júlia Barth
Em agosto de 2006, Wander Wildner, que desde sua volta aos Replicantes também mantinha sua carreira solo, fez seu último show com a banda, na cidade de São Paulo. Ainda naquele ano, os Replicantes anunciaram Júlia Barth como sua nova vocalista.
Possivelmente, o primeiro registro de estúdio dos Replicantes com o vocal de Júlia Barth seja uma regravação de "Outro Lugar", originalmente lançada em 1989. A faixa nunca foi lançada oficialmente pela banda, mas foi publicada junto a um videoclipe experimental por um usuário no YouTube em fevereiro de 2009, que a creditou como um registro do outono de 2007.
Em novembro de 2009, a banda registrou sua primeira apresentação no Estúdio Showlivre, programa apresentado por Clemente Nascimento. Nessa apresentação, foram reveladas as faixas inéditas "Chore Meu Bem", "Sai Daqui" e "Alguém Explica".
Em 2009, a banda voltou ao estúdio para gravar o seu primeiro disco de inéditas com a voz de Júlia Barth. O álbum Os Replicantes 2010, gravado e mixado pela Marquise 51, foi lançado em meados de maio de 2010.
Em janeiro de 2011, os Replicantes se juntaram às bandas Acústicos & Valvulados e Identidade no palco do Bar Opinião para a gravação do DVD 3x Rock, um projeto da Marquise 51, lançado em 2012.

### 2013-2014: Comemoração de 30 anos
Em 2013, os Replicantes iniciaram as comemorações pelo seu trigésimo aniversário. Em agosto daquele ano, lançaram o single "O Inverno está Chegando". . No final do ano, no dia 9 de dezembro, a banda fez um show histórico no Bar Opinião, com a participação de todos os integrantes que passaram pelo grupo ao longo da carreira: Júlia Barth, Claudio Heinz, Heron Heinz, Cleber Andrade, Carlos Gerbase, Wander Wildner e Luciana Tomasi. A apresentação contou também com a participação de Lucas Hanke na segunda guitarra, produtor da banda na época.
Em 2014, em meio à comemoração do seu aniversário, a banda saiu em uma turnê nacional. Em setembro daquele ano, dividiram palco com CJ Ramone, ex-baixista dos Ramones, em Caxias do Sul.

### 2017-2020: Lançamento de Libertà e outros registros ao vivo
Em maio de 2017, os Replicantes participaram da 15ª edição do Rock na Praça, evento anual que acontece em Esteio.. Três faixas do show foram incluídas no DVD Rock na Praça 15 Anos (Ao Vivo), lançado em setembro de 2019.
Ainda em 2017, iniciaram as gravações do álbum Libertà, nos estúdios Marquise 51 e Hill Valley. Antes do fim do ano, lançaram as faixas "Libertà" e "Punk de Boutique" nas plataformas digitais. O disco, lançado em março de 2018, foi eleito o 10° melhor do ano na lista elaborada pelo site Tenho Mais Discos Que Amigos!
No dia 1º de abril de 2019, a banda lançou o documentário DOC Libertà, que registra o processo de produção, criação e gravação do álbum, além de trazer entrevistas exclusivas com depoimentos da banda e de outros profissionais envolvidos. O registro audiovisual foi produzido em parceria com a Balboa Filmes e a produtora Marquise 51.
No final de 2019, a banda gravou pela segunda vez um show ao vivo no Estúdio Showlivre. Em 2020, a banda registrou um novo projeto ao vivo em estúdio intitulado 2020.0.

### 2024: Comemoração aos 40 anos: Show, exposição, documentário e relançamento deO Futuro é Vórtexem vinil
Em 2024, os Replicantes anunciaram um show comemorativo para celebrar seus 40 anos de história, reunindo todos os integrantes que fizeram parte da banda ao longo dos anos. O show foi originalmente agendado para o dia 16 de maio, no Bar Opinião, em Porto Alegre, mesma data em que a banda fez seu show de estreia em 1984. No entanto, devido às enchentes que afetaram Porto Alegre, o show foi adiado e realizado no dia 15 de agosto, com ingressos esgotados. Além dos sete membros históricos da banda, houve também a participação do saxofonista King Jim.
Com o adiamento, a estreia do show comemorativo aconteceu primeiro em São Paulo, no Sesc Avenida Paulista. Na capital paulista, a banda se apresentou em duas datas, 5 e 6 de julho, ambas com ingressos esgotados.
Como parte das celebrações, em março de 2024, foi inaugurada uma exposição imersiva sobre a história da banda no Museu do Trabalho, em Porto Alegre. Intitulada Os Replicantes 1984/2024, a exposição retratou a trajetória da banda por meio de matérias de jornais, fotografias, cartazes de shows, manuscritos originais de letras de músicas, roupas, acessórios e discos. Uma das salas do museu exibiu uma série de vídeos inéditos, não disponíveis no YouTube. A mostra, com produção e curadoria da jornalista e produtora da banda Paola Oliveira, estava programada para permanecer em exibição até 19 de maio, mas foi interrompida devido às enchentes.
No final do ano, a Maleta Discos e a Nada Nada Records relançaram o LP O Futuro é Vórtex em uma edição especial com vinil colorido, mesclando rosa e preto. O lançamento incluiu um encarte de 12 páginas, 2 pôsteres e réplicas do ingresso e do flyer do show de lançamento em 1986.
Ainda em 2024, a banda iniciou uma campanha de financiamento coletivo para a produção de um documentário. O filme, dirigido e roteirizado por Júlia Barth e Virginia Simone, conta com a direção de produção de Matheus Walter.

## Discografia

### Álbuns de estúdio
- O Futuro é Vortex (1986)
- Histórias de Sexo & Violência (1987)
- Papel de Mau (1989)
- Andróides Sonham com Guitarras Elétricas (1991)
- A Volta dos que Não Foram (2001)
- Go Ahead (2003)
- Em Teste (2004)
- Old School Veterans Braziliasta (2006)
- 2010 (2010)
- Libertà (2018)

### Álbuns ao vivo
- Os Replicantes: Ao Vivo (1996)
- Os Replicantes: Ao Vivo (2000)

### EPs
- Os Replicantes (1985)[34]

### Singles
- O Inverno está Chegando (2013)[7]
- Libertà / Punk de Boutique (2017)[15]

### Coletâneas
- Hot 20 (1999)

### Compilações
- Rock Garagem (1984)
- Rock Grande do Sul (1986)
- Perdidos na Noite do Rock (1987)
- A invasão dos Nodrus (1987)
- Rock: Acervo Especial (1993)
- A Música de Porto Alegre: Rock (1994)
- Capitão Vortex (1995)
- Ipanema FM: as 15 mais (1998)
- IstoÉ: Show Pop Rock Brasil vol. 3 (1999)
- Sul Music (2000)
- Um Século de Música no RS (2001)
- Atlântida Rock (2003)
- Festival Demo-Sul 2004 (2004)
- O novo, o velho e todos feios (2012)
- Volume 11 (2016)
- Um Futuro a temer (2017)
- Post Generation (2017)
- Coletânea Antifascista (2020)

## Videografia

### Apresentações ao vivo
- Os Replicantes Perdidos no Tempo (VHS / 1989)
- Os Replicantes 2.00.7 (DVD / 2007)
- Os Replicantes 25 anos (DVD / 2012)
- 3x Rock (DVD / 2012)[6][35]
- Rock na Praça 15 Anos (Ao Vivo) (DVD / 2019)[13]
- Os Replicantes: Ao Vivo no Estúdio Showlivre (digital / 2019)[19]
- 2020.0 (digital / 2020)[20][21]

### Documentários
- Os Replicantes em Vórtex (1987)
- Go Ahead: A Primeira Tour na Europa a Gente Nunca Esquece (2006)
- DOC Libertà (2019)[17]

### Videoclipes
- Princípio do Nada (1984)
- Nicotina (1984)
- Surfista Calhorda (1985)
- Festa Punk (1987)
- Problemas (1989)
- Sonho Technicolor (1990)
- A Vida começa aos 30 (1995)
- Boy do Subterrâneo (2000)
- Outro Lugar (2007)
- Maria Lacerda (2010)
- Rock Star (2010)
- O Inverno está Chegando (2013)
- Punk de Boutique (2019)
- Libertà (2020)
- Feminicídio (2020)
- Nightmares (2020)
- Bergamotas (2021)

## Formação

### Formação atual
- Julia Barth - Vocal
- Cláudio Heinz - Guitarra
- Heron Heinz - Baixo
- Cleber Andrade - Bateria

### Ex-integrantes
- Wander Wildner - Vocal
- Carlos Gerbase - Bateria, vocal
- Luciana Tomasi - Teclado e Produção